# Golden Globe 2004
La 61ª edizione della cerimonia di premiazione di Golden Globe si è tenuta il 25 gennaio 2004 al Beverly Hilton Hotel di Beverly Hills, California.
Lily Costner è stata la Golden Globe Ambassador dell'edizione.

## Premi per il cinema
Vengono di seguito indicati in grassetto i vincitori. Ove ricorrente e disponibile, viene indicato il titolo in lingua italiana e quello in lingua originale tra parentesi.

### Miglior film drammatico
- Il Signore degli Anelli - Il ritorno del re (The Lord of the Rings: The Return of the King), regia di Peter Jackson
- Ritorno a Cold Mountain (Cold Mountain), regia di Anthony Minghella
- Master and Commander - Sfida ai confini del mare (Master and Commander: The Far Side of the World), regia di Peter Weir
- Mystic River, regia di Clint Eastwood
- Seabiscuit - Un mito senza tempo (Seabiscuit), regia di Gary Ross

### Miglior film commedia o musicale
- Lost in Translation - L'amore tradotto (Lost in Translation), regia di Sofia Coppola
- Sognando Beckham (Bend It Like Beckham), regia di Gurinder Chadha
- Big Fish - Le storie di una vita incredibile (Big Fish), regia di Tim Burton
- Alla ricerca di Nemo (Finding Nemo), regia di Andrew Stanton e Lee Unkrich
- Love Actually - L'amore davvero (Love Actually), regia di Richard Curtis

### Miglior regista
- Peter Jackson - Il Signore degli Anelli - Il ritorno del re (The Lord of the Rings: The Return of the King)
- Sofia Coppola - Lost in Translation - L'amore tradotto (Lost in Translation)
- Clint Eastwood - Mystic River
- Anthony Minghella - Ritorno a Cold Mountain (Cold Mountain)
- Peter Weir - Master and Commander - Sfida ai confini del mare (Master and Commander: The Far Side of the World)

### Miglior attore in un film drammatico
- Sean Penn - Mystic River
- Russell Crowe - Master and Commander - Sfida ai confini del mare (Master and Commander: The Far Side of the World)
- Tom Cruise - L'ultimo samurai (The Last Samurai)
- Ben Kingsley - La casa di sabbia e nebbia (House of Sand and Fog)
- Jude Law - Ritorno a Cold Mountain (Cold Mountain)

### Migliore attrice in un film drammatico
- Charlize Theron - Monster
- Nicole Kidman - Ritorno a Cold Mountain (Cold Mountain)
- Uma Thurman - Kill Bill: Volume 1 (Kill Bill Vol. 1)
- Evan Rachel Wood - Thirteen - 13 anni (Thirteen)
- Scarlett Johansson - La ragazza con l'orecchino di perla (Girl with a Pearl Earring)
- Cate Blanchett - Veronica Guerin

### Miglior attore in un film commedia o musicale
- Bill Murray - Lost in Translation - L'amore tradotto (Lost in Translation)
- Jack Black - School of Rock
- Johnny Depp - La maledizione della prima luna (Pirates of the Caribbean: The Curse of the Black Pearl)
- Jack Nicholson - Tutto può succedere - Something's Gotta Give (Something's Gotta Give)
- Billy Bob Thornton - Babbo bastardo (Bad Santa)

### Migliore attrice in un film commedia o musicale
- Diane Keaton - Tutto può succedere - Something's Gotta Give (Something's Gotta Give)
- Jamie Lee Curtis - Quel pazzo venerdì (Freaky Friday)
- Scarlett Johansson - Lost in Translation - L'amore tradotto (Lost in Translation)
- Diane Lane - Sotto il sole della Toscana (Under the Tuscan Sun)
- Helen Mirren - Calendar Girls

### Miglior attore non protagonista
- Tim Robbins - Mystic River (Mystic River)
- Alec Baldwin - The Cooler (The Cooler)
- Albert Finney - Big Fish - Le storie di una vita incredibile (Big Fish)
- Peter Sarsgaard - L'inventore di favole (Shattered Glass)
- Ken Watanabe - L'ultimo samurai (The Last Samurai)

### Migliore attrice non protagonista
- Renée Zellweger - Ritorno a Cold Mountain (Cold Mountain)
- Maria Bello - The Cooler
- Patricia Clarkson - Schegge di April (Pieces of April)
- Hope Davis - American Splendor
- Holly Hunter - Thirteen - 13 anni (Thirteen)

### Migliore sceneggiatura
- Sofia Coppola - Lost in Translation - L'amore tradotto (Lost in Translation)
- Anthony Minghella - Ritorno a Cold Mountain (Cold Mountain)
- Jim Sheridan, Naomi Sheridan e Kirsten Sheridan - In America - Il sogno che non c'era (In America)
- Richard Curtis - Love Actually - L'amore davvero (Love Actually)
- Brian Helgeland - Mystic River

### Migliore colonna sonora originale
- Howard Shore - Il Signore degli Anelli - Il ritorno del re (The Lord of the Rings: The Return of the King)
- Danny Elfman - Big Fish - Le storie di una vita incredibile (Big Fish)
- Gabriel Yared - Ritorno a Cold Mountain (Cold Mountain)
- Alexandre Desplat - La ragazza con l'orecchino di perla (Girl with a Pearl Earring)
- Hans Zimmer - L'ultimo samurai (The Last Samurai)

### Migliore canzone originale
- Into the West, musica e testo di Fran Walsh, Howard Shore e Annie Lennox - Il Signore degli Anelli - Il ritorno del re (The Lord of the Rings: The Return of the King)
- Man of the Hour, musica e testo di Eddie Vedder - Big Fish - Le storie di una vita incredibile (Big Fish)
- The Heart of Every Girl, musica di Elton John e testo di Bernie Taupin - Mona Lisa Smile
- Time Enough for Tears,  musica e testo di Bono, Gavin Friday e Maurice Seezer - In America - Il sogno che non c'era (In America)
- You Will Be My Ain True Love, musica e testo di Sting - Ritorno a Cold Mountain (Cold Mountain)

### Miglior film straniero
- Osama, regia di Siddiq Barmak (Afghanistan)
- Le invasioni barbariche (Les invasions barbares), regia di Denys Arcand (Canada)
- Good Bye, Lenin!, regia di Wolfgang Becker (Germania)
- Monsieur Ibrahim e i fiori del Corano (Monsieur Ibrahim et les fleurs du Coran), regia di François Dupeyron (Francia)
- Il ritorno (Vozvraščenie), regia di Andrej Zvjagincev (Russia)

## Premi per la televisione
Vengono di seguito indicati in grassetto i vincitori. Ove ricorrente e disponibile, viene indicato il titolo in lingua italiana e quello in lingua originale tra parentesi.

### Miglior serie drammatica
- 24
- CSI: Scena del crimine (C. S. I.: Crime Scene Investigation)
- Nip/Tuck
- Six Feet Under
- West Wing - Tutti gli uomini del Presidente (The West Wing)

### Miglior serie commedia o musicale
- The Office
- Arrested Development - Ti presento i miei (Arrested Development)
- Monk
- Sex and the City
- Will & Grace

### Miglior mini-serie o film per la televisione
- Angels in America (Angels in America), regia di Mike Nichols
- La mia casa in Umbria (My House In Umbria), regia di Richard Loncraine
- Normal, regia di Jane Anderson
- Soldier's Girl, regia di Frank Pierson
- La primavera romana della signora Stone (Tennessee Williams' The Roman Spring Of Mrs. Stone), regia di Robert Allan Ackerman

### Miglior attore in una serie drammatica
- Anthony LaPaglia - Senza traccia (Without a Trace)
- Michael Chiklis - The Shield
- William L. Petersen - CSI: Scena del crimine (C. S. I.: Crime Scene Investigation)
- Martin Sheen - West Wing - Tutti gli uomini del Presidente (The West Wing)
- Kiefer Sutherland - 24

### Miglior attore in una serie commedia o musicale
- Ricky Gervais - The Office
- Matt LeBlanc - Friends
- Bernie Mac - The Bernie Mac Show (The Bernie Mac Show)
- Eric McCormack - Will & Grace
- Tony Shalhoub - Monk

### Miglior attore in una mini-serie o film per la televisione
- Al Pacino - Angels in America
- Antonio Banderas - Pancho Villa, la leggenda (And Starring Pancho Villa As Himself)
- James Brolin - The Reagans
- Troy Garity - Soldier's Girl
- Tom Wilkinson - Normal

### Miglior attrice in una serie drammatica
- Frances Conroy - Six Feet Under
- Jennifer Garner - Alias
- Allison Janney - West Wing - Tutti gli uomini del Presidente (The West Wing)
- Joely Richardson - Nip/Tuck
- Amber Tamblyn - Joan of Arcadia

### Miglior attrice in una serie commedia o musicale
- Sarah Jessica Parker, Sex and the City
- Bonnie Hunt - Life With Bonnie
- Reba McEntire - Reba
- Debra Messing, Will & Grace
- Bitty Schram - Monk
- Alicia Silverstone - Miss Match

### Miglior attrice in una mini-serie o film per la televisione
- Meryl Streep - Angels in America
- Judy Davis - The Reagans
- Jessica Lange - Normal
- Helen Mirren - La primavera romana della signora Stone (Tennessee Williams' The Roman Spring of Mrs. Stone)
- Maggie Smith - La mia casa in Umbria (My House in Umbria)

### Miglior attore non protagonista in una serie
- Jeffrey Wright - Angels in America
- Sean Hayes - Will & Grace
- Lee Pace - Soldier's Girl
- Ben Shenkman - Angels in America
- Patrick Wilson - Angels in America

### Miglior attrice non protagonista in una serie
- Mary-Louise Parker - Angels in America
- Kim Cattrall - Sex and the City
- Kristin Davis - Sex and the City
- Megan Mullally - Will & Grace
- Cynthia Nixon - Sex and the City

## Premi onorari
- Golden Globe alla carriera: Michael Douglas